# El presente
«El presente» es una canción interpretada por la cantante mexicana Julieta Venegas. Fue lanzado como primer sencillo de su primer álbum en vivo MTV Unplugged. El tema fue lanzado el 15 de abril de 2008.
«El presente» recibió muy buena críticas y es considerada uno de los mayores éxitos de Julieta Venegas. Fue un éxito comercial, inmediatamente se colocó en los primeros lugares en las lista de Latinoamérica y España. En México se mantuvo como número uno por 11 semanas consecutivas. En los Estados Unidos en la lista del Billboard Latin Pop Airplay se colocó en la posición número dos. Es nominada a los Premios Grammy Latinos en las categorías de "Grabación del Año" y "Canción del Año".

## Información de la canción
La canción es escrita por Julieta Venegas para su MTV Unplugged. "La canción es sobre solo este momento con un poco de nostalgia porque es poco tiempo, pero al mismo tiempo, disfrutarlo con alguien que valga la pena... es a la vez triste y feliz", dijo Julieta en su página oficial de MySpace.

## Vídeo musical
El vídeo de esta canción logró aparecer en las lista anuales de varios canales de música como en MTV Latinoamérica en Los 100 + pedidos en su edición norte se colocó en la posición 6 y en la sur en el puesto 17. En Ritmoson Latino quedó en la posición número 3.

## En vivo
La cantautora llevó su éxito a diversos lugares del mundo, aparte de la presentación en acústico de su gira que lleva el mismo nombre (El Presente Tour) destacan las siguientes: Los Premios MTV 2008 en Guadalajara, México Versión Electro/ranchera con la banda Nortec Collective y al final con Mariachi típico de ese estado. 
En la 9ª  entrega de los Premios Grammy Latinos que se realizaron en la ciudad de Houston, Texas después de una presentación de distintos acordeones en la música latina mismo que tocaron junto con ella la canción.
En el Premio Nobel de La Paz en Oslo, Noruega junto con la actriz estadounidense Scarlett Johansson y el actor británico Michael Caineas, cantando también "Algún día". “Es una ocasión para celebrar los aspectos buenos de los seres humanos, el expresidente de Finlandia ayudó en las negociaciones de paz en algunos conflictos del mundo, es un personaje muy importante, para mí es muy emocionante participar” expresó Julieta.

## Listas
La canción llega a los primeros lugares de popularidad de la radio mexicana y manteniéndose por varias semanas en el número. En América Latina ocurre lo mismo en distintos países como Chile, Argentina y Colombia. En España llega al puesto #3. En Los Estados Unidos aparece en las listas del Billboard Hot Latin Tracks en la posición #11 y en el Latin Pop Airplay #2.

## Formatos
- CD Single/Descarga digital

| «El Presente» — Sencillo |               |          |  |
| N.º                      | Título        | Duración |  |
| 1.                       | «El Presente» | 3:41     |  |

## Posicionamiento en las listas

### Semanales
| Argentina      | Top 20 Argentina                   | 1  |
| Chile          | Chile Top 20 Singles               | 1  |
| España         | PROMUSICAE                         | 9  |
| Estados Unidos | Hot Latin Songs (Billboard)        | 11 |
| Estados Unidos | Latin Pop Songs (Billboard)        | 2  |
| México         | Monitor Latino                     | 1  |
| Venezuela      | Record Report (Pop/Rock)           | 1  |
| 2009           |                                    |    |
| México         | México Español Airplay (Billboard) | 50 |

| Predecesor: «Gotas de agua dulce de Juanes | Monitor Latino — Sencillo N°1 25 de mayo de 2008 — 9 de agosto de 2008 | Sucesor: «No te quiero nada» de Ha*Ash |
| Predecesor: «Todo cambió de Camila         | Top 20 Chile — Sencillo N°1 27 de julio de 2008 — 15 de agosto de 2008 | Sucesor: «Abrázame» de Camila          |

### Anuales
| Estados Unidos | Latin Pop Songs (Billboards) | 20 |
| México         | Monitor Latino               | 7  |

## Premios y nominaciones

### Latin Grammy
- Canción del Año - Nominación
- Grabación del Año - Nominación

### Los Premios MTV 2008
- Canción del Año - Nominación
- Rington del Año - Nominación

### Latin Billboard
- Canción del Año Femenino - Nominación
- Canción Latina Del Año Femenino - Nominación